# Shelby, New York
Shelby är en administrativ enhet, en town, i Orleans County, New York. 
De första bosättarna kom till området 1810. 1818 bildades staden genom en delning av Ridgeway och låg då först i Genesee County. Staden har fått sitt namn efter Isaac Shelby, Kentuckys guvernör under två perioder.
Staden gränsar mot Royalton i Niagara County i väster, mot Alabama i Genesee County i söder, mot Barre i öster och  Ridgeway i norr. Södra delen av Medina ligger inom staden, men utgör en egen kommun.

## Politik
Shelby styrs av en vald styrelse på fem personer, varav en är Supervisor.